# Dražůvky

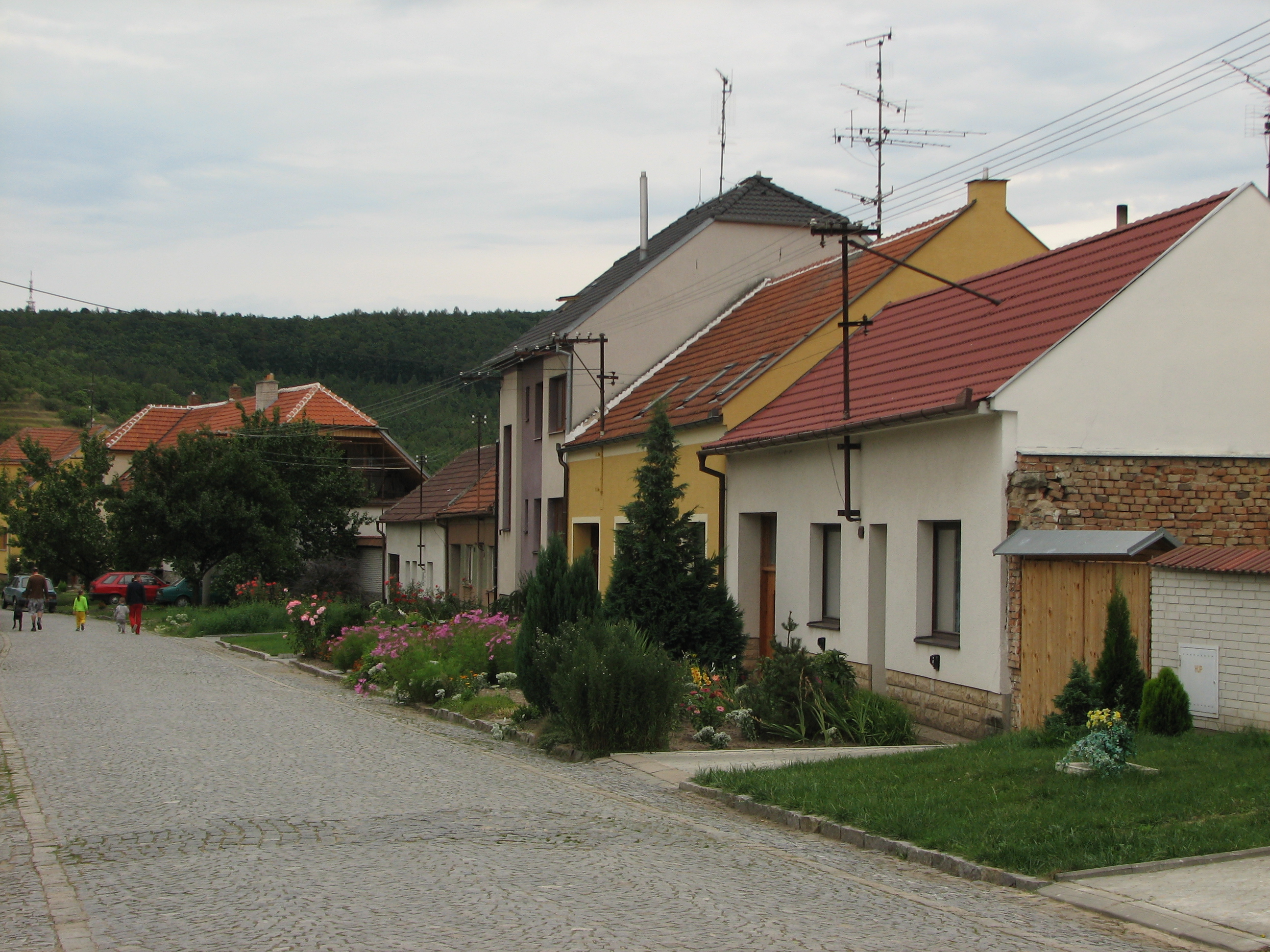
Hauptstraße

Dražůvky (deutsch Draschuwek, früher auch Drazuwek, Drasewitz (1341)) ist eine Gemeinde in Tschechien. Sie liegt vier Kilometer südlich von Ždánice und gehört zum Okres Hodonín.

## Geographie
Dražůvky befindet sich am Übergang der Dambořická vrchovina zur Věteřovská vrchovina in Südmähren. Das Dorf liegt an einer Terrasse am rechten Ufer des Flüsschens Trkmanka unterhalb der Einmündung des Baches Lovčický potok. Gegen Westen liegt die Talmulde des Spálený potok. Östlich erheben sich die Lysé hory (355 m), im Südosten der Babí lom (417 m), westlich die Strážná und südwestlich der Mastný kopec (274 m). Nördlich führt die Staatsstraße I/54 von Slavkov u Brna nach Kyjov vorbei. Am östlichen Ortsrand verläuft die Bahnstrecke Čejč–Ždánice. Südlich des Dorfes befinden sich an der Trkmanka zwei kleinere Teiche, der Horní und Dolní rybník.
Nachbarorte sind Ždánice im Norden, Lovčice, Nechvalín und Ostrovánky im Nordosten, Věteřov im Osten, Strážovice im Südosten, Stavěšice und Želetice im Süden, Násedlovice im Südwesten, Janův Dvůr im Westen sowie Žarošice und Archlebov im Nordwesten.

## Geschichte
Das Dorf wurde während der Kolonisationszeit als Straßendorf angelegt und war Sitz der Herren von Dražovice. Nach dem Tode des Bruno von Dražovice fielen dessen Güter an Markgraf Karl heim. Dieser schenkte Dražovice am 22. August 1341 dem Benediktinerinnenkloster Pustiměř, das den Besitz aber nicht lange behielt. Durch die Lage am Handelsweg von Brünn nach Ungarn erlebte Dražovice im 14. Jahrhundert eine Blütezeit und wurde zum Städtchen erhoben. Neben dem Mautrecht besaß Dražovice auch die peinliche Gerichtsbarkeit. Im Jahre 1368 gehörte Dražovice Frank von Kunowitz, der es zusammen mit Nenkovice und Schönhof bei den Brüdern Stephan und Witek von Ungersberg gegen die Hälfte von Kunovice und Langdorf eintauschte. Wenig später tauschte Witek von Ungersberg die Dörfer mit Přech von Uhřice gegen Uhřice. Dieser verkaufte Dražovice zusammen mit Schönhof und dem wüsten Bohutice an Paul von Hohlenstein. Wok III. von Hohlenstein veräußerte 1386 Dražovice und die öden Dörfer Schönhof und Bohutice an die Gebrüder Bohunek und Mirko von Smrzan. Letzterer, der sich inzwischen von Chlum nannte, überschrieb 1397 die Einkünfte aus dem Städtchen und der Feste seiner Frau Hedwig. 1464 ging Diwisch von Chlum mit Mikuláš Bystřice von Ojnice auf Uhřice in Gütergemeinschaft. Tas von Ojnice verkaufte 1511 das Städtchen mit der Feste, Mühle, Hof, der Wüstung Bohutice und einem Teil der Maut in Bohuslavice im Austausch gegen die Feste und das Städtchen Bučovice mit den Dörfern Marefy, Uhřice und dem wüsten Soběbřichy an Mikuláš Kropáč von Nevědomí. Ihn beerbten Heralt von Kunstadt und Johann von Kunowitz, die Dražovice 1524 an Niklas von Zástřizl überließen. Dessen Sohn Sigmund verkaufte Dražovice 1535 an Ctibor von Wranowa. Dieser vereinigte die Güter Dražovice und Archlebov. 1548 erwarb Beneš Krčma von Koněpas den Besitz. Im Jahre 1598 verkaufte Jan Krčma von Koněpas das Städtchen Dražovice mit den Teichen, Weingärten und der Maut für 8000 mährische Gulden an den Besitzer der Herrschaft Steinitz, Ulrich von Kaunitz. Die Herren von Kaunitz hielten Steinitz bis zum Dreißigjährigen Krieg und wurden dann wegen Beteiligung am Ständeaufstand enteignet. Neue Besitzer wurden die Liechtensteiner. Im Laufe seiner Geschichte wurde der Ort auch als Dražowitz, Klein Dražowitz, Unter Dražowitz, Dražowicžky und schließlich Dražůvky bezeichnet. Im Jahre 1790 bestand Dražůvky aus 50 Häusern und hatte 258 Einwohner. 1834 lebten in den 62 Häusern des Marktfleckens 349 Personen. Südlich von Dražůvky war die Trkmanka bis ins 19. Jahrhundert zu einem großen Fischteich aufgestaut. Bis zur Mitte des 19. Jahrhunderts blieb Dražůvky dann immer nach Steinitz untertänig.
Nach der Aufhebung der Patrimonialherrschaften bildete Dražůvky/Drazuwek ab 1850 eine Marktgemeinde in der Bezirkshauptmannschaft Gaya und dem Gerichtsbezirk Steinitz. 1890 wurde ein neues Schulgebäude errichtet, an dem sich Kaiser Franz Joseph I. mit einer Spende von 100 Gulden beteiligte. 1906 begann östlich des Dorfes der Bau der 26 km langen Bahnstrecke Čejč–Ždánice, die 1908 eröffnet wurde. Nach der Aufhebung des Okres Kyjov wurde der Ort 1960 dem Okres Hodonín zugeordnet. 1998 wurde der Personentransport auf der Eisenbahnstrecke Čejč–Ždánice eingestellt und der Abschnitt zwischen Uhřice und Ždánice 2006 gänzlich stillgelegt.

## Gemeindegliederung
Für die Gemeinde Dražůvky sind keine Ortsteile ausgewiesen.

## Sehenswürdigkeiten

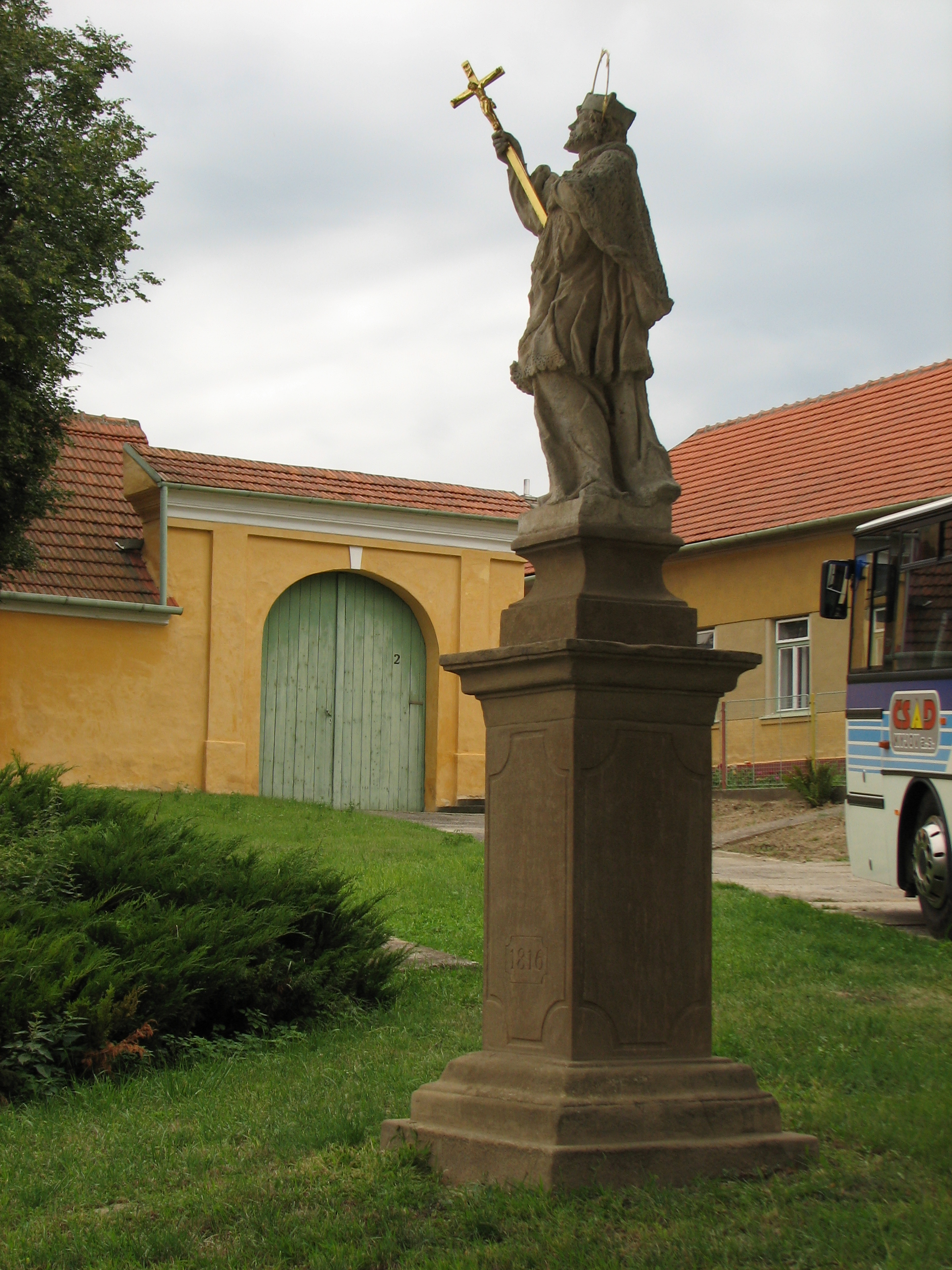
Statue des hl. Johannes von Nepomuk

- Kapelle, der im alpenländischen Stil errichtete Bau entstand 1892 für 1100 Gulden auf Rechnung des Fürsten Johann II. von Liechtenstein. Die 1792 bei Johann Stecher in Brünn gegossene Glocke stammt vom alten Glockenturm.
- Statue des hl. Johannes von Nepomuk aus dem Jahre 1816, gegenüber der Kapelle